# Nanningosaurus
Nanningosaurus dashiensis
Genre
Espèce
Nanningosaurus est un genre de dinosaures Hadrosauridae du Crétacé supérieur du bassin de Nalong, Guangxi, Chine.
Le type et la seule espèce est Nanningosaurus dashiensis, nommé et décrit par Mo Jinyou, Zhao Zhongru, Wamg Wei et Xu Xing en 2007,. Le nom générique fait référence à la ville de Nanning, située à proximité du site de fouilles. Le nom spécifique est dérivé du pinyin da-shi, « grande pierre », le nom du village où la découverte a été faite.

## Description
Nanningosaurus est basé sur l'holotype NHMG8142, un squelette incomplet comprenant des restes de crâne, de bras, de jambe et de bassin, découvert en 1991, ainsi que sur l'holotype de Qingxiusaurus. Ces découvertes ont été rapportées en 1998 dans la littérature scientifique. Le paratype est NHJM8143, un maxillaire droit.
En 2010, Gregory S. Paul a estimé la longueur du corps du Nanningosaurus à 7,5 mètres, son poids à 2,5 tonnes. Aucune autapomorphie n'a été donnée mais une combinaison unique de caractéristiques diagnostiques comprend une branche ascendante haute et pointue du maxillaire, une branche arrière courte du maxillaire, relativement peu de positions de dents (vingt-sept dans le maxillaire), un os carré inférieur transversalement large avec une faible encoche, un bras supérieur gracile et un ischium qui, à l'extrémité inférieure de son bord arrière, s'incurve vers son extrémité élargie.

## Classification
Mo et al. (2007), qui ont décrit le spécimen, ont effectué une analyse phylogénétique qui suggère que Nanningosaurus était un Lambeosaurinae basal, bien qu'ils aient souligné que le soutien à cette hypothèse était provisoire. Cet animal est le premier hadrosauridé nommé dans le sud de la Chine.